# Station Herne (Duitsland)
Station Herne (Duits: Bahnhof Herne) is een S-Bahnstation in de stad Herne. Het station ligt aan de spoorlijn Keulen - Hamm, Herne - Herne WfE, Wanne-Eickel - Herne, Herne - Dortmund, Herne-Rottbruch - Herne en Recklinghausen Süd - Herne.
Hoewel Herne de hoofdplaats van de gemeente is is niet het station van Herne, maar Wanne-Eickel Hauptbahnhof het grootste station van de stad. 

## Treinverbindingen
| Serie | Treinsoort            | Route | Bijzonderheden |
| ----- | --------------------- | --- | -------------- |
| S 2   | S-Bahn (DB Regio NRW) | Duisburg Hbf – Oberhausen Hbf – Essen-Altenessen – (Essen Hbf – / ) Gelsenkirchen Hbf – Wanne-Eickel Hbf – (Recklinghausen Hbf – / ) Herne – Castrop-Rauxel Hbf – Dortmund Hbf |                |

0,0: Köln Messe/Deutz ·
4,1: Köln-Buchforst ·
3,8: Köln-Mülheim ·
11,7: Leverkusen Mitte ·
28,5: Düsseldorf-Benrath ·
39,5: Düsseldorf Hbf ·
47,7: Düsseldorf Flughafen ·
49,2: Kalkum ·
63,1: Duisburg Hbf ·
70,7: Oberhausen Hbf ·
75,2: Essen-Frintrop ·
76,0: Essen-Dellwig ·
80,0: Station Essen-Bergeborbeck ·
82,1: Station Essen-Altenessen ·
85,1: Essen-Zollverein Nord ·
89,1: Gelsenkirchen Hbf ·
94,5: Wanne-Eickel Hbf ·
98,4: Herne ·
105,3: Castrop-Rauxel Hbf ·
110,3: Dortmund-Mengede ·
117,0: Dortmund Gbf ·
119,5: Dortmund Hbf ·
121,8: Dortmund Bbf ·
125,4: Dortmund-Scharnhorst ·
126,4: Dortmund-Flughafen ·
129,4: Dortmund-Kurl ·
131,6: Kamen-Methler ·
135,5: Kamen ·
142,0: Nordbögge ·
150,7: Hamm (Westf)